# Type 2 (mortaio)
Il Type 2 era un mortaio pesante giapponese, in calibro 120 mm, usato durante la seconda guerra mondiale dall'Esercito imperiale giapponese. Il nome era dovuto all'anno di adozione da parte dell'Esercito imperiale, anno imperiale 2602, corrispondente al 1942 del calendario gregoriano. Arma efficace e potente, entrò in produzione a guerra inoltrata e fu quindi impiegato in maniera limitata.

## Tecnica
L'arma era un tipico mortaio tipo Stokes-Brandt, ad anima liscia ad avancarica, con granata stabilizzata da alette e spoletta a percussione. Bipiede e culla erano identici nelle due armi, eccetto che per le dimensioni e per il fatto che le gambe del bipiede potevano essere rimosse in blocco dalla culla. La grande piastra nervata aveva inoltre una sola sede centrale per la canna, invece di tre. Il mortaio giapponese si discostava invece notevolmente dal modello europeo per il sistema di sparo..
Il pezzo poteva essere scomposto in tre componenti: canna, bipiede e piastra. La pesante piastra di appoggio presentava una serie di nervature e rinforzi saldati sulla faccia inferiore per garantire la presa sul terreno; era dotata inoltre di 4 maniglie di trasporto. Al centro della faccia superiore la piastra presentava una depressione semisferica che accoglieva la testa sferica del codolo della culatta della canna. La canna era rinforzata alla volata e presentava due nervature circonferenziali a metà lunghezza, tra le quali si chiudeva il collare di bloccaggio della canna alla culla.
Il sistema di sparo era simile a quello del mortaio da 81 mm Type 99: il percussore era montato su un albero a camme, che sporgeva all'esterno del tappo di culatta; quando l'albero veniva colpito con un martello, esso spingeva in alto il percussore contro la capsula della cartuccia di lancio; la capsula innescava la carica propellente della cartuccia, che a sua volta innescava le eventuali cariche supplementari fissate alle alette della granata. Lo sparo provocava un fragoroso scoppio ed una evidente vampata. Una molla, compressa dal colpo di martello, riportava poi il percussore nella posizione iniziale all'interno della culatta.

## Munizionamento
Il Type 98 sparava le convenzionali granate da mortaio stabilizzate da alette, con cartuccia propellente e carica di lancio aggiuntiva. La carica di lancio aggiuntiva era costituita da cariche incrementali in "ciambelle" di seta laccata, contenenti balistite. La munizione pesava 11,97 kg e montava la spoletta standard Type 100. Le munizioni erano trasportate in coppia in una cassa di legno rivestita internamente di carta catramata; la cassa conteneva anche i pacchetti di cartucce di lancio, le spolette in barattoli di latta con tappo a vite e le cariche aggiuntive in pacchetti di carta cerata.